# Carniola Interna-Carso
La Carniola Interna-Carso (ufficialmente in sloveno Primorsko-notranjska statistična regija) è una delle 12 regioni statistiche in cui è suddivisa la Slovenia.
Ne fanno parte 3 città e i seguenti 3 comuni con 260 frazioni o insediamenti (naselja):
| Stemma | Comune               | Nome ufficiale   | Mappa | Superficie km² | Popolazione (2014) | Frazioni | Madrelingua italiana (slovena) |
| ------ | -------------------- | ---------------- | ----- | -------------- | ------------------ | -------- | ------------------------------ |
|        | Bloke                | Bloke            |       | 75,1           | 1.569              | 45       | 0,00% (97,10%)                 |
|        | Circonio             | Cerknica         |       | 241,0          | 11.293             | 64       | 0,00% (88,30%)                 |
|        | Bisterza             | Ilirska Bistrica |       | 480,0          | 13.806             | 64       | 0,20% (90,75%)                 |
|        | Loška Dolina         | Loška Dolina     |       | 166,8          | 3.869              | 19       | 0,00% (00,00%)                 |
|        | San Pietro del Carso | Pivka            |       | 223,3          | 6.039              | 29       | 0,05% (86,67%)                 |
|        | Postumia             | Postojna         |       | 269,9          | 15.873             | 43       | 0,16% (79,86%)                 |
|        | Totale               |                  |       | 1.456,1        | 52.449             | 260      |                                |